# Emma Approved
Emma Approved (2013) è una webserie tratta dal romanzo Emma di Jane Austen, scritta da Bernie Su e prodotta da Pemberly Digital. È stata la seconda webserie di YouTube a vincere un Emmy come Miglior Programma Originale Interattivo nel 2015, dopo il prequel The Lizzie Bennet Diaries.

## Formato
La serie è strutturata in 72 episodi lunghi dai 4 agli 8 minuti. I video sono girati da Emma Woodhouse, una giovane imprenditrice che si occupa di matchmaking e life-coaching che ha deciso di documentare la sua vita. A differenza del suo prequel, The Lizzie Bennet Diaries, però, gli episodi di Emma Approved sono video privati.
Alla serie principale si aggiungono inoltre diversi video di domande e risposte (Q&A), i video del club di ukulele di Harriet e nove video sulle interazioni di Jane Fairfax e Frank Churchill negli uffici di Emma Approved.

## Trama
Ambientata negli uffici di Emma Approved, azienda di Emma Woodhouse, la storia inizia quando Alex Knightley, il socio in affari di Emma che si occupa della parte finanziaria, la obbliga a prendersi un’assistente. La scelta ricade su Harriet Smith, una neo-laureata che ammira molto Emma e che pende dalle sue labbra.
Nel frattempo, nella vita di Emma sorge un problema: Annie Taylor, la sua migliore amica, sta avendo dei ripensamenti sul suo matrimonio (che Emma Approved sta organizzando, investendo, come ripetutamente rimarcato da Alex, ingenti somme di denaro) e decide di annullarlo. Emma, però, riesce a evitare il disastro manipolando la situazione in suo favore e convincendo Annie, che riteneva che suo cognato non la volesse in famiglia, che in realtà sarà ben accolta.
Successivamente, Harriet confessa a Emma di essere interessata a Bobby Martin, il tecnico informatico, ma Emma la convince che non dovrebbe mai accontentarsi, così quando lui le chiede di uscire lei lo rifiuta.
Quando il senatore James Elton richiede i suoi servizi di matchmaker, Emma cerca di proporgli Harriet in modo subdolo, riuscendo a convincere sia sé stessa che Harriet che lui sia interessato. Tuttavia, quando Elton si dichiara interessato a Emma, piuttosto che a Harriet, Emma lo rifiuta. Elton quindi la licenzia e se ne va.
Dopo un periodo di pausa, Emma torna alla carica con sua sorella Izzy, che sta avendo dei problemi con suo marito (John Knightley, fratello di Alex), anche se inizialmente si rifiuta di ammetterlo. L’impicciarsi di Emma quasi fa lasciare i due, ma infine riescono a chiarirsi e la situazione si risolve per il meglio. Nel frattempo, Harriet apre un club di ukulele online.
In un momento di calma per gli affari, Alex trova il nuovo cliente di Emma Approved: Maddy Bates, logorroica ex assistente del padre di Emma e zia di Jane Fairfax, coetanea di Emma, che l’ha proclamata sua acerrima nemica.
Maddy sta avendo problemi economici con la sua attività, ed Emma, una volta capito che per risolverli avrà bisogno di puntare a clienti socialmente più importanti, organizza una raccolta fondi per permetterle di trovare agganci. L’organizzazione incontra parecchi ostacoli, ma alla fine, grazie anche all’aiuto di Frank Churchill (cognato di Annie), la raccolta fondi è un successo. Qualche tempo dopo, il senatore Elton ritorna, chiedendo a Emma di organizzare la sua festa di fidanzamento con Caroline Lee.
Dopo la brutta esperienza con gli Elton, Emma decide di cambiare gli obbiettivi dell’azienda, concentrandosi sull’organizzazione di eventi di beneficenza. Questa decisione porta all’assunzione di Jane Fairfax, da poco tornata dall’Inghilterra. Il primo evento (un’Asta degli Scapoli) viene organizzato con l’aiuto di Frank Churchill.
Successivamente, Emma decide di organizzare un baby shower per Annie, che ha recentemente scoperto di essere incinta, mentre Emma Approved deve occuparsi dell’inaugurazione di Boxx, un nuovo locale di proprietà di una celebrità. Emma si fa trascinare dall’inaugurazione di Boxx, così perde gran parte della festa per Annie.
L’inaugurazione è un vero successo, ma alcuni commenti di Emma e Frank su Maddy Bates portano Jane e Alex a lasciare il proprio posto di lavoro.
Dopo una pausa, Emma si scusa con Maddy, che l’aiuta con la contabilità, e con Annie, che poi le rivela che Frank e Jane stavano insieme, ma che avevano tenuto la relazione segreta per volere di lei. Emma, convinta che Harriet fosse innamorata di Frank, è sconvolta, ma quanto le dà la notizia Harriet rivela di essere in realtà interessata ad Alex, ed è certa che lui ricambi l’interesse.
La confessione di Harriet porta Emma ad accorgersi che lei stessa è innamorata di Alex, ma decide di farsi da parte per non ferire ulteriormente Harriet. Quando Alex ritorna, però, confessa i suoi sentimenti a Emma, che lo ricambia, e i due si mettono insieme. Harriet, non troppo turbata dalla cosa, confessa a Emma di essere in realtà ancora innamorata di Martin.
La serie si conclude con Harriet ed Emma che organizzano una sorpresa a Martin, con il quale Harriet inizierà a uscire.

## Personaggi
- Emma Woodhouse: protagonista e narratrice. È una giovane imprenditrice che si occupa di life-coaching, matchmaking e organizzazione di eventi.
- Alex Knightley: socio e amico di lunga data di Emma, si occupa della parte finanziaria di Emma Approved.
- Harriet Smith: neo-laureata assistente di Emma.
- Bobby Martin: tecnico informatico di Emma Approved.
- Annie Taylor: migliore amica di Emma.
- Ryan Weston: marito di Annie e fratellastro di Frank.
- Frank Churchill: imprenditore e fratellastro di Ryan.
- James Elton: senatore e cliente di Emma Approved. Fidanzato con Caroline Lee.
- Maddy Bates: logorroica ex assistente del padre di Emma, si occupa di contabilità.
- Jane Fairfax: nipote di Maddy Bates, considerata da Emma la sua arci-nemesi.
- Caroline Lee: personaggio cross-over con The Lizzie Bennet Diaries, è la fidanzata del senatore Elton. Sostituisce il personaggio di Augusta Hawkins nella storia originale.
- Isabelle Knightley: sorella di Emma e cognato di Alex.

## Prequel
- The Lizzie Bennet Diaries: webserie ispirata da Orgoglio e pregiudizio di Jane Austen, è incentrata su Lizzie Bennet, studentessa universitaria che racconta la sua vita e quella delle sue sorelle tramite dei vlog che carica su Youtube.

## Critica
Nonostante la notizia della sua produzione avesse scatenato una reazione molto positiva da parte del pubblico, in gran parte dovuta al grande successo di The Lizzie Bennet Diaries, Emma Approved non porta le reazioni che la Pemberly Digital si aspettava.
Le motivazioni sono svariate: mentre i fan dichiaravano di riuscire a identificarsi molto bene con Lizzie, con Emma la cosa era più ardua, in quanto si tratta di un personaggio più complesso. Inoltre, il livello di interattività delle due webseries con il pubblico è molto diverso. Alcuni fan hanno accettato la cosa senza problemi, ma sono sorte grandi critiche. I fans, carichi di aspettative dal prequel, sono rimasti molto delusi sia dal personaggio di Emma sia, soprattutto, dal livello di interattività della serie. Se in The Lizzie Bennet Diaries si poteva direttamente “interagire” con Lizzie e con gli altri personaggi su social networks quali Facebook, Tumblr e in modo particolare Twitter, in Emma Approved questo non è più possibile. L’assistente del responsabile transmedia Jay Bushman, Alexandra Edwards, aveva infatti pensato che un fashion blog fosse più adatto a uno stile di vita come quello di Emma che un account Twitter, e ha inoltre dichiarato che un rifacimento di The Lizzie Bennet Diaries non fosse il loro obbiettivo.
In più, Emma Approved ha interrotto la pubblicazione degli episodi per un periodo, mentre con The Lizzie Bennet Diaries veniva pubblicato un episodio a settimana, senza interruzioni.
Inoltre, il formato degli episodi ha giocato un ruolo fondamentale. Mentre in The Lizzie Bennet Diaries gli spettatori venivano introdotti alla storia tramite il familiare formato del vlog, i video di Emma sono girati per lei stessa e sono privati, per cui gli altri personaggi non possono vederli e la serie risulta molto più costruita del suo prequel, strutturato in modo più spontaneo.
In particolare, il fatto che i video non fossero pubblici ha scatenato numerose critiche, in quanto i video apparivano comunque sul blog di Emma, nonostante nella serie venga messo in chiaro più volte che Emma non condivide i suoi video su Internet. Quando confrontato con le reazioni del pubblico, Bernie Su, autore della serie, ha dichiarato di aver voluto rendere vago il confine tra il mondo reale e quello di Emma volontariamente, spiegando la scelta della pubblicazione dei video sul blog come aiuto a chi ha meno dimestichezza con YouTube.